# Maria Podgórska
Maria Konstancja Podgórska (ur. 14 października 1949 w Warszawie, zm. 2 grudnia 2022) – polska ekonomistka, pracownik Szkoły Głównej Handlowej.

## Życiorys
W 1972 ukończyła studia na Wydziale Finansów i Statystyki Szkoły Głównej Planowania i Statystyki, następnie podjęła studia doktoranckie na macierzystej uczelni. W 1976 obroniła pracę doktorską poświęconą modelom odnowy zbiorowości środków trwałych napisaną pod kierunkiem Iry Koźniewskiej. W SGPiS (od 1991 Szkole Głównej Handlowej) pracowała od 1975, w 1991 uzyskała stopień doktora habilitowanego na podstawie pracy Odnowa obiektów technicznych – modele i prognozy, w 1999 tytuł profesora nauk ekonomicznych.
Na macierzystej uczelni była dziekanem Studium Podstawowego (1992-1993), dyrektorem Instytutu Ekonometrii (1993-2019) i kierownikiem Zakładu Metod Probabilistycznych (1994-2013). Była członkiem Komitetu Statystyki i Ekonometrii Polskiej Akademii Nauk.
W 2003 została odznaczona Złotym Krzyżem Zasługi, w 2011 Krzyżem Kawalerskim Orderu Odrodzenia Polski.